# Kwilina
Kwilina – wieś sołecka w Polsce położona w województwie świętokrzyskim, w powiecie włoszczowskim, w gminie Radków. Leży nad rzeką Kwilinką.
W latach 1975–1998 miejscowość administracyjnie należała do województwa częstochowskiego.
Przez wieś przechodzi  niebieska ścieżka rowerowa do Radkowa.
| SIMC    | Nazwa | Rodzaj     |
| ------- | ----- | ---------- |
| 0144176 | Sosna | przysiółek |

## Historia
Rodowa wieś Kwilińskich herbu Lis, których wybitnym przedstawicielem był Mściwoj z Kwiliny w latach 1336-85 dziedzic wsi, a także latach 1368-85  Giebołtowa, w roku 1352  Książa Małego, Siedliszowic 1304-66 i Różnicy 1384-5,  syn Mściwoja z Krzelowa wojewody sandomierskiego a latach 1331-40, łowczego krakowskiego, w latach 1347-63, podkomorzego krakowskiego a następnie w latach 1363-82, 1384 starosty bydgoskiego 1362-8, żonaty z  Heleną (opis biograficzny B. Wyrozumska, Mściwoj z Kwiliny, PSB 22, s. 233-4)
Pierwsza wzmianka o miejscowości pochodzi z 1239 r. 
W roku 1239 Bolesław V Wstydliwy książę sandomierski z matką (Grzymislawą) poświadczają, że arcybiskup gnieźnieński Pełka  dał swemu bratu stryjecznemu Piotrowi i jego synowi Mironowi wieś „Quilina” w zamian za ich wieś Kępino (w województwie sandomierskim), którą obecnie Pełka nadał klasztorowi cystersów w Sulejowie (w województwie sieradzkim). 
Rycerski a później szlachecki ród Lisów posiadał Kwilinę przez długi czas. 
W następnych latach dziedzicami Kwiliny byli między innymi: Jan z Kwiliny, Mikołaj z Kwiliny, Klemens z Kwiliny oraz Stanisław Kwiliński, syn Klemensa, który w 1520 roku sprzedał miejscowość Rzeszowskim. 
Rzeszowscy zaprowadzili tu kalwinizm, który utrzymał się do końca XVII w. W posiadanie Kwiliny weszli także Rejowie, Ważyńscy, Michałowscy. Ci ostatni uczynili ośrodkiem swoich dóbr Słupię w powiecie jędrzejowskim. Po śmierci Józefa Michałowskiego miejscowość otrzymał jego syn, Feliks, który w roku 1764 odstąpił ją i inne majątki bratu Antoniemu, dziedzicowi wspomnianej Słupi. 
W dobie Sejmu Wielkiego Kwilina należała do powiatu lelowskiego. 
Po bezpotomnej śmierci brata w 1802 r. dobra odziedziczyła jego żona, Józefa, która w roku 1808 sprzedała je kuzynom Romanowi i Mariannie Michałowskim. 

W 1827 r. Kwilina miała tylko 9 domów i 93 mieszkańców.
W latach 80. XIX wieku Kwilina liczyła już 28 domów i 279 mieszkańców. 
Według spisu powszechnego z roku 1921 miejscowość Kwilina posiadała 43 domów i 268 mieszkańców
Ostatnimi właścicielami dworu w Kwilinie była rodzina Morstinów. W czasie II wojny światowej córki Jerzego i Cecyli z Morstinów (II voto Borkowskiej), Helena i Krystyna, działały w konspiracji.

## Zabytki
- dwór z końca XVIII wieku; przebudowany na przełomie XIX i XX wieku; po II wojnie światowej do 1989 r. pełnił funkcję szkoły podstawowej obecnie dwór jest własnością fundacji im. Marii Czackiej
- park z ok. XVII wieku, przekomponowany w II połowie XIX wieku
- kapliczka z XVII-wieczną figurą św. Jana Nepomucena

## Etymologia nazwy
Nazwa wsi pochodzi od słowa kwilić, które w średniowieczu oznaczało lament, płacz żałosny albo głos lub szczerbiot ptasi.
Nie wykluczone, że najpierw nazwano tak rzekę Kwilinkę, której nazwę przeniesiono w późniejszym czasie na miejscowość.

## Obszar
Obszar wsi wynosi 477 ha, w tym:
- grunty orne: 111 ha
- użytki zielone: 21 ha
- lasy: 305 ha
- pozostałe: 40 ha

## Poczet Dziedziców Kwiliny
- ród Kwilińskich
  - Mszczuj z Kwiliny
  - Klemens z Kwiliny
  - Jan z Kwiliny
  - Mikołaj z Kwiliny
  - Klemens z Kwiliny
  - Stanisław z Kwiliny
- ród Rzeszowskich
  - Andrzej Rzeszowski
  - Stanisław Rzeszowski
  - Hieronim Rzeszowski
- ród Rejów
  - Martini Rej
- ród Ważyńskich
  - Krzysztof Ważyński
  - Stanisław Ważyński
- ród Michałowskich
  - Józef Michałowski
  - Feliks Michałowski
  - Antoni Michałowski
  - Józefina Michałowska
  - Roman i Marianna Michałowscy
- ród Morstinów
  - Janusz Morstin i Cecylia Morstin z Morstinów (II voto Janowa Borkowska)
  - Helena i Krystyna Morstin (siostry)